# Serie Luogotenenza
La serie Luogotenenza fu la prima emissione ordinaria di francobolli della Luogotenenza del regno, emessa nel 1944 in sostituzione delle serie ordinarie del periodo fascista. La serie era derivata in parte dalla Serie Imperiale alla quale vennero tolti i fasci littori, o dalla matrice, o mediante soprastampa. In effetti vi furono diverse emissioni, distinte per filigrana (nessuna o ruota alata 1º tipo), per tipografia (Roma, Novara) e soggetto (Imperiale o Italia turrita).